# Večica
Večica (mađ. Dunavecse) je gradić i općina u središnjoj Mađarskoj.
Zauzima površinu od 66,77 km četvornih.

## Zemljopisni položaj
Nalazi se u regiji Južni Alföld, na 46°55' sjeverne zemljopisne širine i 18°59' istočne zemljopisne dužine.

## Upravna organizacija
Upravno pripada kunsentmikloškoj mikroregiji u Bačko-kiškunskoj županiji. Poštanski broj je 6087.

## Stanovništvo
U Večici živi 4249 stanovnika (2001.).